# Polycentropus piceus
Polycentropus piceus is een schietmot uit de familie Polycentropodidae. De soort komt voor in het Australaziatisch gebied.